# Elimination Chamber: Perth
Elimination Chamber: Perth (у Німеччині відоме як No Escape) — шоу професійного реслінгу 2024 року, організоване американською компанією WWE. Це був 14-й захід Elimination Chamber, який відбувся в суботу, 24 лютого 2024 року, на Перт Стедіум у Перті, Західна Австралія, Австралія. Подія транслювалася по принципу PPV, а також лайвстримінгом та проводилась реслерами з брендів RAW та SmackDown. Це був перший захід WWE, проведений в Австралії після Super Show-Down у жовтні 2018 року, і єдиний захід компанії в Азійсько-Тихоокеанському регіоні у 2024 році. Elimination Chamber: Perth також було третім поспіль шоу Elimination Chamber, яке відбулося за межами Сполучених Штатів, а також перше, що пройшло на відкритій арені.
В основі шоу лежить матч Elimination Chamber — різновид матчу зі сталевою кліткою, в якому на кону стоять чемпіонство або можливість поборотись за титул. У 2024 році відбулося два таких матчі — по одному для чоловіків і жінок. У кожному з них брали участь реслери обох брендів, а переможці отримали титульний матч на шоу Реслманія XL. В однойменному чоловічому поєдинку переміг представник Raw Дрю МакІнтайр, а в жіночому, який відкривав подію, перемогу здобула Беккі Лінч, теж представниця червоного бренду. На заході також відбулися ще три поєдинки, в тому числі один у програмі передшоу. Головна подія була протистоянням двох уродженок Австралії — Рія Ріплі перемогла Наю Джакс і зберегла титул чемпіонки світу серед жінок. Це стало першою жіночою головною подією для основного ростеру WWE після першого вечора Реслманії 37 у квітні 2021 року.

## Матчі
| №                                                                                           | Результати | Умови | Час   |
| ------------------------------------------------------------------------------------------- | --- | --- | ----- |
| 1P                                                                                          | Воїни Кабукі (Аска та Кайрі Сейн) (c) перемогли Кендіс ЛеРей та Інді Гартвелл утриманням опонентки.                                                     | Командний матч за командне чемпіонство WWE серед жінок                                                                       | 8:55  |
| 2                                                                                           | Беккі Лінч перемогла Б'янку Белер, Лів Морган, Наомі, Ракель Родріґес і Тіффані Страттон.                                                               | Жіночий матч Elimination Chamber. Переможниця отримує титульний поєдинок за Чемпіонство світу серед жінок на Реслманії XL    | 32:15 |
| 3                                                                                           | Судний День (Фінн Балор й Деміан Пріст) (c) (з «Брудним» Домініком Містеріо) перемогли Нью Кетч Репаблік (Піт Данн та Тайлер Бейт) утриманням опонента. | Командний матч за Беззаперечне командне чемпіонство WWE (RAW + SmackDown)                                                    | 17:25 |
| 4                                                                                           | Дрю МакІнтайр переміг Боббі Лешлі, Кевіна Оуенса, Ел Ей Найта, Лоґана Пола і Ренді Ортона.                                                              | Чоловічий матч Elimination Chamber. Переможець отримує титульний поєдинок за Чемпіонство світу у важкій вазі на Реслманії XL | 36:55 |
| 5                                                                                           | Рія Ріплі (c) перемогла Наю Джакс утриманням опонентки.                                                                                                 | Одиночний матч за Чемпіонство світу серед жінок                                                                              | 14:35 |
| \| (c) \| – чемпіон(-и) на момент старту поєдинку \| \| P \| – матч пройшов на перед-шоу \| | | |       |
| (c)                                                                                         | – чемпіон(-и) на момент старту поєдинку | |       |
| P                                                                                           | – матч пройшов на перед-шоу | |       |

### Жіночий матч Elimination Chamber
| Вибула      | Реслер           | Увійшла у матч | Вибита (ким)     | Як         | Час   |
| ----------- | ---------------- | -------------- | ---------------- | ---------- | ----- |
| 1           | Наомі            | 2*             | Тіффані Страттон | Утриманням | 13:30 |
| 2           | Тіффані Страттон | 3              | Лів Морган       | Утриманням | 22:55 |
| 3           | Ракель Родріґес  | 5              | Б'янка Белер     | Утриманням | 25:05 |
| 4           | Б'янка Белер     | 6              | Лів Морган       | Утриманням | 32:10 |
| 5           | Лів Морган       | 4              | Беккі Лінч       | Утриманням | 32:16 |
| Переможниця | Беккі Лінч       | 1              |                  |            | 32:16 |

### Чоловічий матч Elimination Chamber
| Вибув      | Реслер        | Увійшов у матч | Вибитий (ким) | Як         | Час   |
| ---------- | ------------- | -------------- | ------------- | ---------- | ----- |
| 1          | Боббі Лешлі   | 4              | Дрю МакІнтайр | Утриманням | 21:30 |
| 2          | Ел Ей Найт    | 1              | Дрю МакІнтайр | Утриманням | 24:20 |
| 3          | Кевіна Оуенс  | 3              | Ренді Ортон   | Утриманням | 28:00 |
| 4          | Логан Пол     | 6              | Ренді Ортон   | Утриманням | 32:35 |
| 5          | Ренді Ортон   | 5              | Дрю МакІнтайр | Утриманням | 36:55 |
| Переможець | Дрю МакІнтайр | 2*             |               |            | 36:55 |

*- порядковий номер 2 в контексті входу у матч еквівалентний 1, бо двоє реслерів починають матч

### Турнір за звання перших претендентів на Беззаперечне командне чемпіонство WWE
|  |                                                 |                                                 |                        |           |                                       |                             |
|  | Півфінали (SmackDown, 2 лютого) (Raw, 5 лютого) | Півфінали (SmackDown, 2 лютого) (Raw, 5 лютого) |                        |           | Фінал (SmackDown, 9 лютого)           | Фінал (SmackDown, 9 лютого) |
|  | Півфінали (SmackDown, 2 лютого) (Raw, 5 лютого) | Півфінали (SmackDown, 2 лютого) (Raw, 5 лютого) |                        |           | Фінал (SmackDown, 9 лютого)           | Фінал (SmackDown, 9 лютого) |
|  | SmackDown                                       |                                                 |                        |           |                                       |                             |
|  |                                                 |                                                 |                        |           |                                       |                             |
|  | Піт Данн і Тайлер Бейт                          | Утримання                                       |                        |           |                                       |                             |
|  | Піт Данн і Тайлер Бейт                          | Утримання                                       |                        |           |                                       |                             |
|  | Смертельно Красиві (Кіт Вілсон й Елтон Прінс)   | 9:26                                            |                        |           |                                       |                             |
|  | Смертельно Красиві (Кіт Вілсон й Елтон Прінс)   | 9:26                                            |                        |           |                                       |                             |
|  | LWO (Круз Дель Торо і Хоакін Вайльд)            | —                                               |                        |           |                                       |                             |
|  | LWO (Круз Дель Торо і Хоакін Вайльд)            | —                                               |                        |           |                                       |                             |
|  | Легадо Дель Фантазма (Анхель і Умберто)         | —                                               |                        |           |                                       |                             |
|  | Легадо Дель Фантазма (Анхель і Умберто)         | —                                               |                        |           |                                       |                             |
|  |                                                 |                                                 | Піт Данн і Тайлер Бейт | Утримання |                                       |                             |
|  |                                                 |                                                 | Піт Данн і Тайлер Бейт | Утримання |                                       |                             |
|  | Raw                                             | Raw                                             |                        |           | #DIY (Джонні Гаргано й Томмазо Чампа) | 8:40                        |
|  | Raw                                             | Raw                                             |                        |           | #DIY (Джонні Гаргано й Томмазо Чампа) | 8:40                        |
|  | #DIY (Джонні Гаргано й Томмазо Чампа)           | Утримання                                       |                        |           |                                       |                             |
|  | #DIY (Джонні Гаргано й Томмазо Чампа)           | Утримання                                       |                        |           |                                       |                             |
|  | Брати Крід (Брутус Крід й Джуліус Крід)         | —                                               |                        |           |                                       |                             |
|  | Брати Крід (Брутус Крід й Джуліус Крід)         | —                                               |                        |           |                                       |                             |
|  | Імперіум (Джованні Вінчі й Людвіг Кайзер)       | 17:30                                           |                        |           |                                       |                             |
|  | Імперіум (Джованні Вінчі й Людвіг Кайзер)       | 17:30                                           |                        |           |                                       |                             |
|  | Новий День (Кофі Кінгстон й Ксав'є Вудс)        | —                                               |                        |           |                                       |                             |
|  | Новий День (Кофі Кінгстон й Ксав'є Вудс)        | —                                               |                        |           |                                       |                             |